# Oceanidum Fossa
L'Oceanidum Fossa è una struttura geologica della superficie di Marte.